# Giulia Rubini

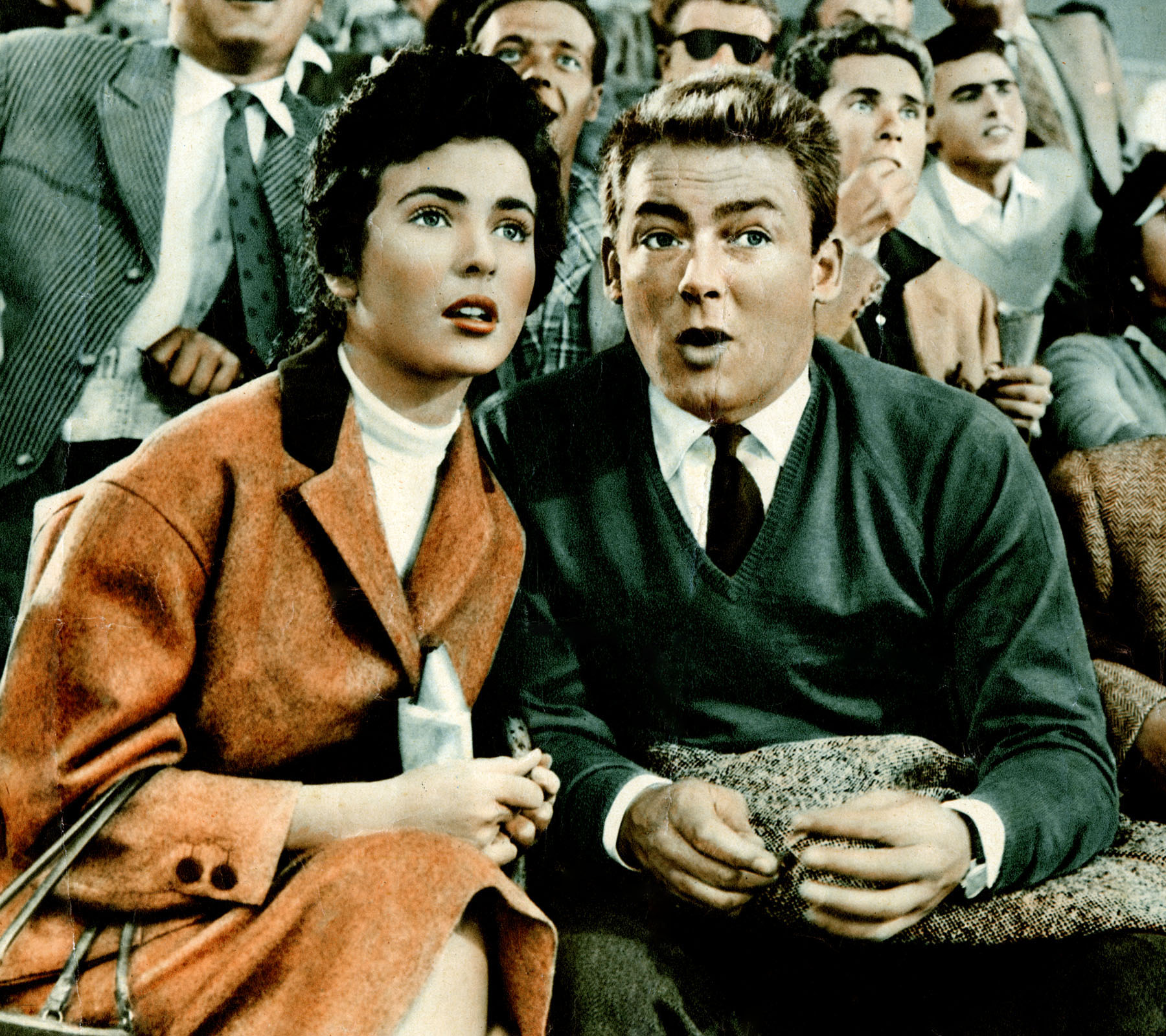
Cu Roberto Risso în filmul Le signorine dello 04

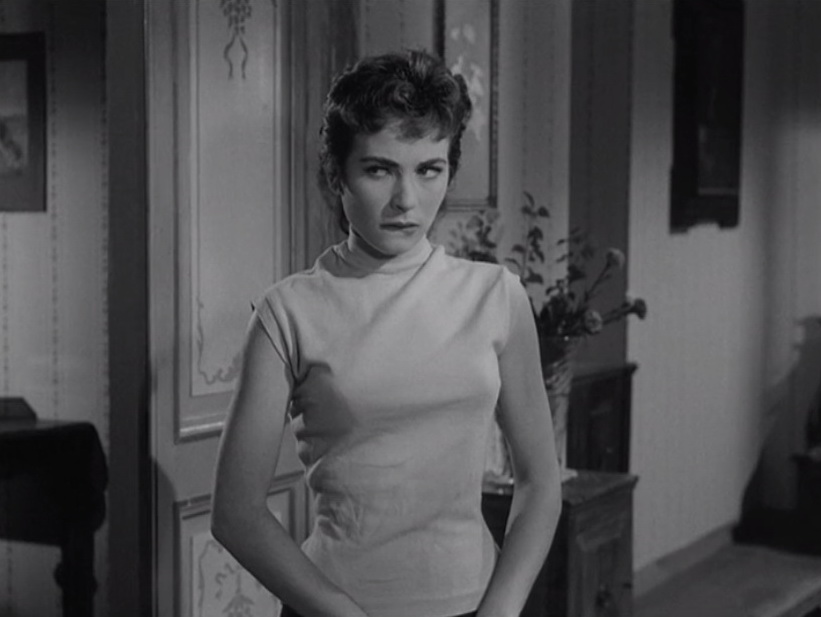
Scenă din filmul Porta un bacione a Firenze (1956)

Giulia Rubini (n. 2 iunie 1935, Pescara, Regatul Italiei)  este o actriță italiană, renumită în anii 1950 și 1960. Ea a fost creditată pentru rolurile sale ca Giulia Rubini, Judy Robbins, Giuliana Rubini și Giulia Rubino.
Printre cele mai cunoscute filme ale sale se numără Le ragazze di San Frediano (1954), El Hakim (1957), Gordon, il pirata nero (1961) și Călugărița din Monza (1962).

## Biografie
Unchiul fotograf Pasquale De Antonis, a expus o fotografie color (în acel timp o adevărată noutate) a Giuliei în vitrina magazinului său din Piazza di Spagna, din Roma și această fotografie a fost remarcată de regizorul Luciano Emmer care căuta actrițe pentru filmul Terza liceo. În ciuda neîncrederii familiei și mai ales a vârstei fragede, ea a reușit să depășească audiția și să devină protagonista filmului, începând astfel o carieră de actriță.
A fost invitată să joace tinere dulci și oarecum naive. A lucrat cu Totò și Peppino De Filippo în La banda degli onesti (1956). De asemenea, a reușit să participe la producții internaționale.
La douăzeci și unu de ani s-a căsătorit cu un militar. După cea de-a doua sarcină, s-a decis să părăsească scena pentru a se dedica complet familiei.

## Filmografie selectivă
- 1953 Terza liceo, regia Luciano Emmer
- 1953 Villa Borghese, regia Vittorio De Sica e Gianni Franciolini
- 1954 Le ragazze di San Frediano, regia Valerio Zurlini
- 1955 Le signorine dello 04, regia Gianni Franciolini
- 1955 I due compari, regia Carlo Borghesio
- 1955 I quattro del getto tonante, regia Fernando Cerchio
- 1956 La banda degli onesti, regia Camillo Mastrocinque
- 1956 Porta un bacione a Firenze, regia Camillo Mastrocinque
- 1956 I miliardari, regia Guido Malatesta
- 1956 Era di venerdì 17, regia Mario Soldati
- 1956 Guaglione, regia Giorgio Simonelli
- 1957 Peppino, le modelle e... "chella llà", regia Mario Mattoli
- 1957 Vacanze a Portofino (Unter Palmen am blauen Meer), regia Hans Deppe
- 1957 La finestra sul Luna Park, regia Luigi Comencini
- 1957 El Hakim, regia Rolf Thiele
- 1958 Il terribile Teodoro, regia Roberto Bianchi Montero
- 1958 Ricordati di Napoli, regia Pino Mercanti
- 1958 Sorrisi e canzoni, regia Luigi Capuano
- 1958 Giovane canaglia, regia Giuseppe Vari
- 1959 Storie d'amore proibite (Le secret du Chevalier d'Éon), regia Jacqueline Audry
- 1959 Il terrore dei barbari, regia Carlo Campogalliani
- 1960 L'ultimo zar (Les nuits de Raspoutine), regia Pierre Chenal
- 1960 David și Goliat (David e Golia), regia Ferdinando Baldi și Richard Pottier
- 1961 Antinea, l'amante della città sepolta (L'Atlantide), regia Giuseppe Masini și Edgar G. Ulmer
- 1961 Gordon, il pirata nero, regia Mario Costa
- 1962 Rebelul magnific Beethoven (The Magnificent Rebel) regia Georg Tressler - 2 serii
- 1962 Călugărița din Monza (La monaca di Monza), regia Carmine Gallone
- 1963 O tavromahos prohorei!.., regia Sokrates Kapsaskis
- 1963 Il segno del coyote (El vengador de California), regia Mario Caiano
- 1964 Le pistole non discutono, regia Mario Caiano
- 1965 I misteri della giungla nera, regia Luigi Capuano
- 1966 I tre del Colorado, regia Amando de Ossorio
- 1966 Johnny Oro, regia Sergio Corbucci
- 1968 Uno straniero a Paso Bravo, regia Salvatore Rosso
- 1968 7 pistole per un massacro, regia Mario Caiano